# Sergei Wladimirowitsch Poljakow
Sergei Wladimirowitsch Poljakow (russisch Серге́й Владимирович Поляков; * 22. Januar 1968 in Winnyzja, Ukrainische SSR) ist ein ehemaliger russischer Sportschütze.

## Erfolge
Sergei Poljakow nahm an den Olympischen Spielen 2004 in Athen teil, bei denen er mit der Schnellfeuerpistole über 25 m antrat. In der Qualifikation erzielte er wie Ralf Schumann und Sergei Alifirenko mit 592 Punkten den Bestwert. Im Finale schoss Poljakow weitere 100,7 Punkte und kam so auf insgesamt 692,7 Punkte, womit er den Wettbewerb hinter Schumann und vor Alifirenko auf dem zweiten Rang abschloss und die Silbermedaille erhielt.
Bereits 1994 wurde Poljakow bei den Weltmeisterschaften in Mailand mit der Großkaliberpistole in der Mannschaftskonkurrenz Weltmeister, während er mit der freien Pistole im Mannschaftswettbewerb die Silbermedaille gewann. In Zagreb wurde er 2006 mit der Großkalibermannschaft nochmals Weltmeister und in den Mannschaftskonkurrenzen mit der Schnellfeuerpistole und der Standardpistole Vizeweltmeister. 2003 wurde er mit der Schnellfeuerpistole Europameister.
Poljakow ist verheiratet und hat zwei Kinder. Sein Heimatverein ist der Armeesportclub Jekaterinburg.